# Arthur Barrett
Le maréchal Sir Arthur Arnold Barrett (3 juin 1857 - 20 octobre 1926) était un officier britannique de l'armée indienne.  
Issu d'une famille noble britannique d'origine normande principalement installée dans l'Est de l'Angleterre, il s'engagea au sein du 44th (East Essex) Regiment of Foot. Arthur Barrett assista au siège de Sherpur Cantonment en décembre 1879 et à la bataille de Kandahar en septembre 1880, au cours de la deuxième guerre anglo-afghane, avant de servir dans la campagne de Hunza-Nagar en 1891. 
Pendant la Première Guerre mondiale, son action se concentra au sein de l'Empire ottoman : il était commandant général de la division Poona, qui a réussi à prendre Basra en Mésopotamie en novembre 1914, puis Al-Qurnah en décembre 1914. Il passa le reste de la guerre à la tête de l'armée du Nord, rôle à partir duquel il prit part aux opérations contre les Mahsuds au printemps 1917. 
Il fut le général à la tête des armées britanniques durant la troisième guerre anglo-afghane en 1919, avant de prendre sa retraite le 31 mai 1920.
Sir Arthur Barrett fut promu maréchal le 12 avril 1921. Il mourut chez lui à Sharnbrook, dans le Bedfordshire, le 20 octobre 1926.  

## Distinctions
- Chevalier grand-croix de l'Ordre du Bain
- Chevalier grand-croix de l'Ordre de l'Empire britannique
- Chevalier grand-commandeur de l'Ordre de l'Etoile d'Inde
- Chevalier commandeur de l'Ordre royal de Victoria
- Première classe de l'Ordre du Soleil levant